# Tarsius
Tarsius, česky nártoun, je rodem malých primátů z čeledi nártounovití (Tarsiidae), který se vyskytuje na Sulawesi a blízkých indonéských ostrovech a na Filipínách. Až do roku 2010 byly všechny druhy nártounů hodnoceny jako součást rodu Tarsius, ale revize čeledi Tarsiidae z roku 2010 zařadila dva druhy do monotypických rodů Cephalopachus a Carlito.

## Žijící druhy
- nártoun celebeský (Tarsius tarsier) (Erxleben, 1777)
- nártoun Dianin (Tarsius dentatus) Miller et Hollister, 1921
- Tarsius fuscus Fischer, 1804
- nártoun drobný (Tarsius pumilus) Miller et Hollister, 1921
- nártoun lariang (Tarsius lariang) Merker et Groves, 2006
- nártoun pelengský (Tarsius pelengensis) Sody, 1949
- nártoun sanghirský (Tarsius sangirensis) Meyer, 1897
- nártoun tumpara (Tarsius tumpara) Shekelle et al., 2008
- nártoun Wallaceův (Tarsius wallacei) Merker, Driller, Dahruddin, Wirdateti, Sinaga, Perwitasari-Farajallah & Shekelle, 2010
- Tarsius spectrumgurskyae Shekelle et al., 2017
- Tarsius supriatnai Shekelle et al., 2017
- Tarsius niemitzi Shekelle, Groves, Maryanto, Mittermeier, Salim & Springer, 2019